# Glensjön
Glensjön är en sjö i Bergs kommun i Jämtland och ingår i Indalsälvens huvudavrinningsområde. Sjön har en area på 2,82 kvadratkilometer och ligger 781,1 meter över havet. Sjön avvattnas av vattendraget Björnsjöån. Vid provfiske har bland annat elritsa, lake, nors och röding fångats i sjön.

## Delavrinningsområde
Glensjön ingår i det delavrinningsområde (699012-138736) som SMHI kallar för Utloppet av Glensjön. Medelhöjden är 850 meter över havet och ytan är 24,38 kvadratkilometer. Det finns inga avrinningsområden uppströms utan avrinningsområdet är högsta punkten. Björnsjöån som avvattnar avrinningsområdet har biflödesordning 3, vilket innebär att vattnet flödar genom totalt 3 vattendrag innan det når havet efter 338 kilometer. Avrinningsområdet består mestadels av skog (57 procent) och kalfjäll (29 procent). Avrinningsområdet har 2,96 kvadratkilometer vattenytor vilket ger det en sjöprocent på 12,1 procent.

## Fisk
Vid provfiske har följande fisk fångats i sjön:
- Elritsa
- Lake
- Nors
- Röding
- Öring